# Exochus coronellus
Exochus coronellus là một loài tò vò trong họ Ichneumonidae.